# Popis hrvatskih veleposlanika na Kubi
Republika Hrvatska i Republika Kuba održavaju diplomatske odnose od 23. rujna 1992. Sjedište veleposlanstva je u Madridu.

## Veleposlanici
Hrvatska nema rezidentno veleposlanstvo na Kubi. Veleposlanstvo Republike Hrvatske u Kraljevini Španjolskoj pokriva Republiku Kubu i Kneževinu Andoru.
| Veleposlanik      | Postavljenje       | Opoziv              | Sjedište |
| ----------------- | ------------------ | ------------------- | -------- |
| Mario Nobilo      | 20. srpnja 1994.   | 19. rujna 1997.     | New York |
| Frane Krnić       | 28. siječnja 1998. | 11. prosinca 2002.  | Madrid   |
| Filip Vučak       | 12. svibnja 2003.  | 31. prosinca 2008.  | Madrid   |
| Neven Pelicarić   | 6. travnja 2009.   | 31. srpnja 2013.    | Madrid   |
| Svjetlan Berković | 11. travnja 2014.  | 31. listopada 2018. | Madrid   |

## Vanjske poveznice
- Kuba na stranici MVEP-a